# Yarden Gerbi
Yarden Gerbi (Kfar Saba, 8 juli 1989) is een Israëlische judoka. Ze is geboren in Kfar Saba en groeide op in Netanja. Naast haar sportcarrière studeerde ze aan de Open Universiteit van Israël economie en management. Op 2 oktober 2017 maakte ze bekend dat ze met haar judo-carrière stopt.
Gerbi won in 2013 de gouden medaille bij het wereldkampioenschap in Rio de Janeiro in de klasse tot 63 kg. In 2014 eindigde ze als tweede in Tsjeljabinsk. In augustus 2016 kwam ze uit bij de Olympische Zomerspelen 2016, ook in Rio de Janeiro en haalde daar een bronzen medaille.